# John Eastaugh
John Richard Gordon Eastaugh (* 11. März 1920; † 16. Februar 1990) war ein Geistlicher der Church of England. Von 1973 bis zu seinem Tode war er Bischof von Hereford.
Nach einem Studium an der University of Leeds wurde er 1944 ordiniert. Er begann seine kirchliche Karriere als Vikar (Curate) an einer Kirche im Londoner Stadtteil Poplar und war anschließend Pfarrer (Vicar) an zwei weiteren Londoner Kirchen, bevor er 1973 die Bischofsweihe als Bischof von Hereford erhielt. Er starb 17 Jahre später in Ausführung seines Amtes am 16. Februar 1990.

## Mitgliedschaft im House of Lords
Eastaugh gehörte in seiner Eigenschaft als Bischof von Hereford von Dezember 1978 bis Februar 1990 als Geistlicher Lord dem House of Lords offiziell an. Seine Antrittsrede hielt er 8. Dezember 1981 zur wirtschaftlichen Unterstützung der Staaten des Ostblocks, speziell im Fall Polen. Im Hansard sind Wortbeiträge Eastaughs aus den Jahren von 1981 bis 1986 dokumentiert. Im November 1986 meldete er sich im House of Lords zuletzt zu Wort. Seine Mitgliedschaft im House of Lords endete nicht durch Eintritt in den Ruhestand als Bischof, sondern vorzeitig mit seinem Tod im Februar 1990.